# Ktt (列車)
Ktt（中国語: 九廣通）は、かつて九広鉄路公司（現：香港鉄路有限公司）が運行していた2階建て客車列車。2両の電気機関車が客車列車の前後に連結されるプッシュプル列車で、香港の紅磡駅と中国本土の広州東駅を結んでいた。愛称の"Ktt"は"Kowloon Canton Railway Through Train"の略である。

## 歴史
中国本土と香港を結ぶ広九鉄路（広深線、東鉄線）は1990年代以降中国全土に先駆けて高速化が行われ、1994年には広深線の準高速化工事が完成し、翌1995年にはそれに対応し最高速度160km/hで走行可能な客車（25Z系客車）が導入された。その後も更なる高速化を実現するべく、1983年に電化が行われていた東鉄線に続き広深線も電化が行われる事となった。それを機に広九直通列車へ向けてビジネス利用客や国際観光客をターゲットとした新型高速車両の投入が決定したが、中国国鉄側が設計最高速度200km/hの車体傾斜式車両である新時速を導入した一方、九広鉄路公司は列車本数が多い東鉄線で一度に多数の乗客を輸送が可能であるという利点から2階建て列車を導入する事となった。営業運転開始年は香港返還後、広深線の電化が完成した1998年である。

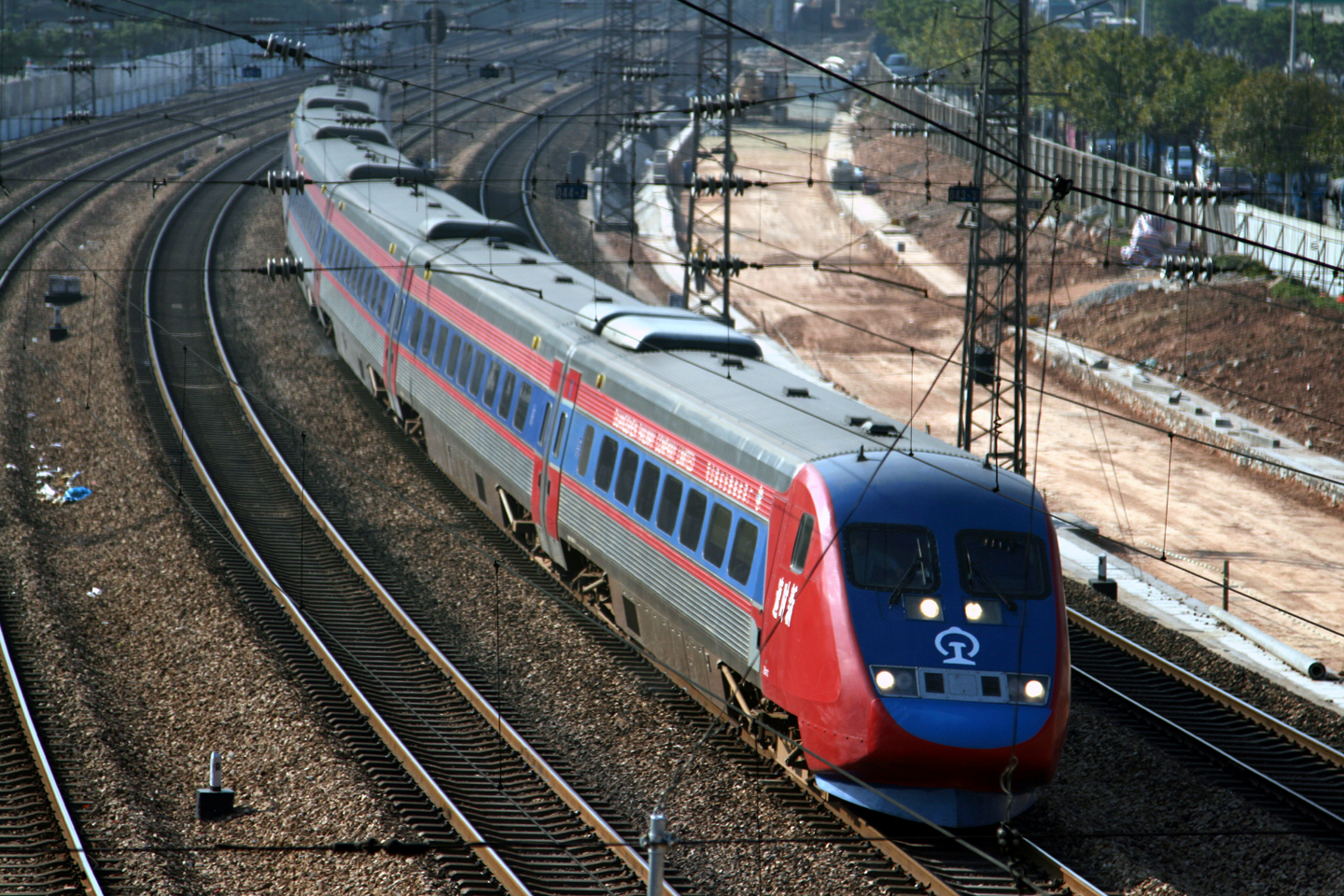
中国国鉄が導入した車体傾斜式車両"新時速"

## 車両
車両の受注は国際入札の結果1995年に伊藤忠商事率いるコンソーシアムが獲得し、同社主導の元でスイス企業製の電気機関車と日本企業製の客車が導入された。製造時の初期費用を削減するため、両形式とも標準式車両や既存の技術を用いた車両となっている。塗装は九広鉄路公司からの依頼によりイギリスのデザイン会社であるラウンデル・デザイン・グループ（Roundel Design Group）が手掛けており、九広鉄路公司のコーポレートカラーである白・赤・青・緑の4色が用いられている。

### 機関車
Kttの前後に連結される電気機関車として2両（TLN001、TLS002）が製造されたのは、スイスのアドトランツとSLMによって製造されたスイス国鉄Re460形電気機関車の同型車両（Lok2000）である。香港と中国双方に対応した自動列車保安装置のATPが設置されている他、香港内で同一路線を走る電車と消費電力を合わせるための電流制限装置が取り付けられている。また、亜熱帯気候地域を走る事からRe460形と比べ冷房装置の出力が増加している。

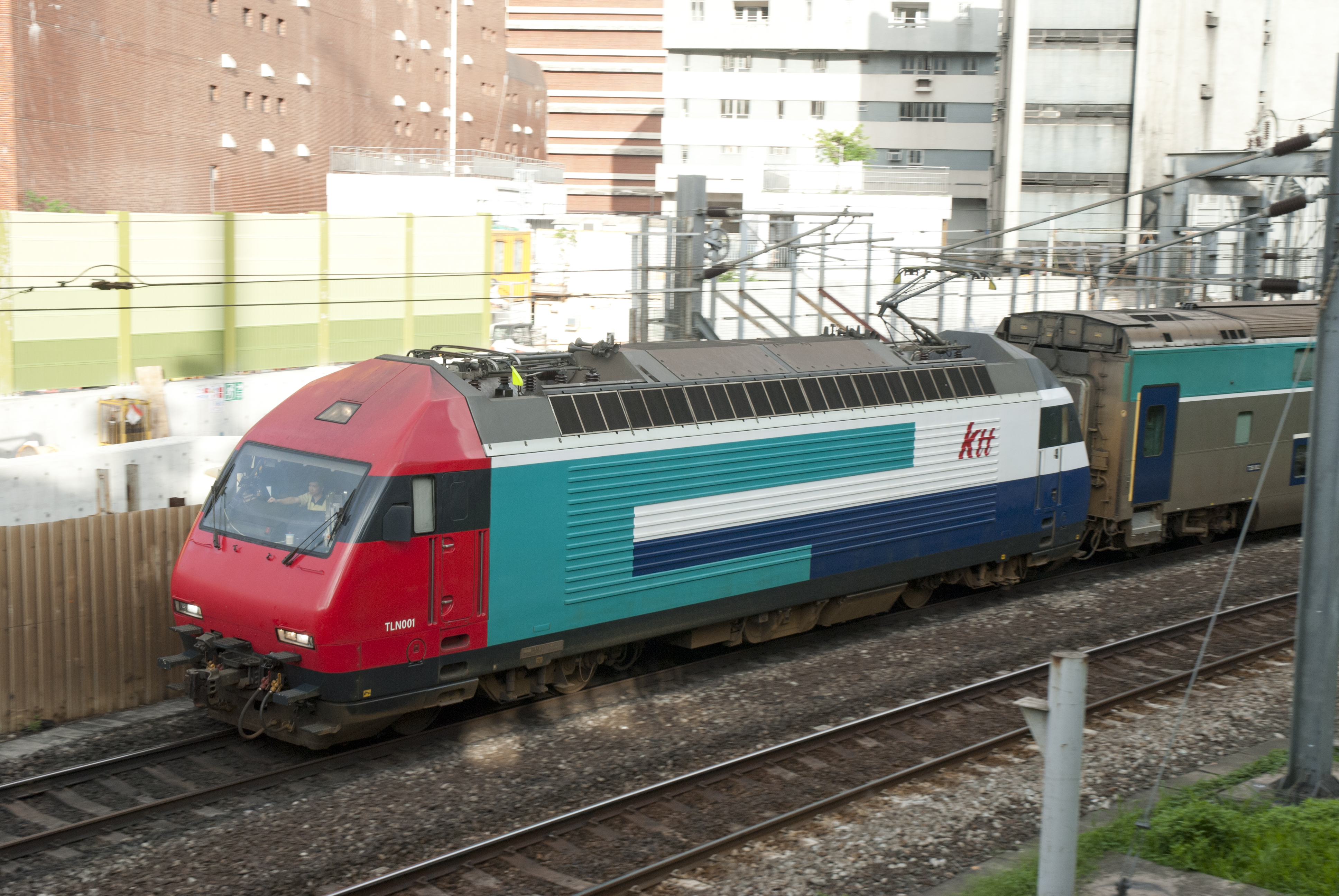
Ktt用電気機関車（TLN001）
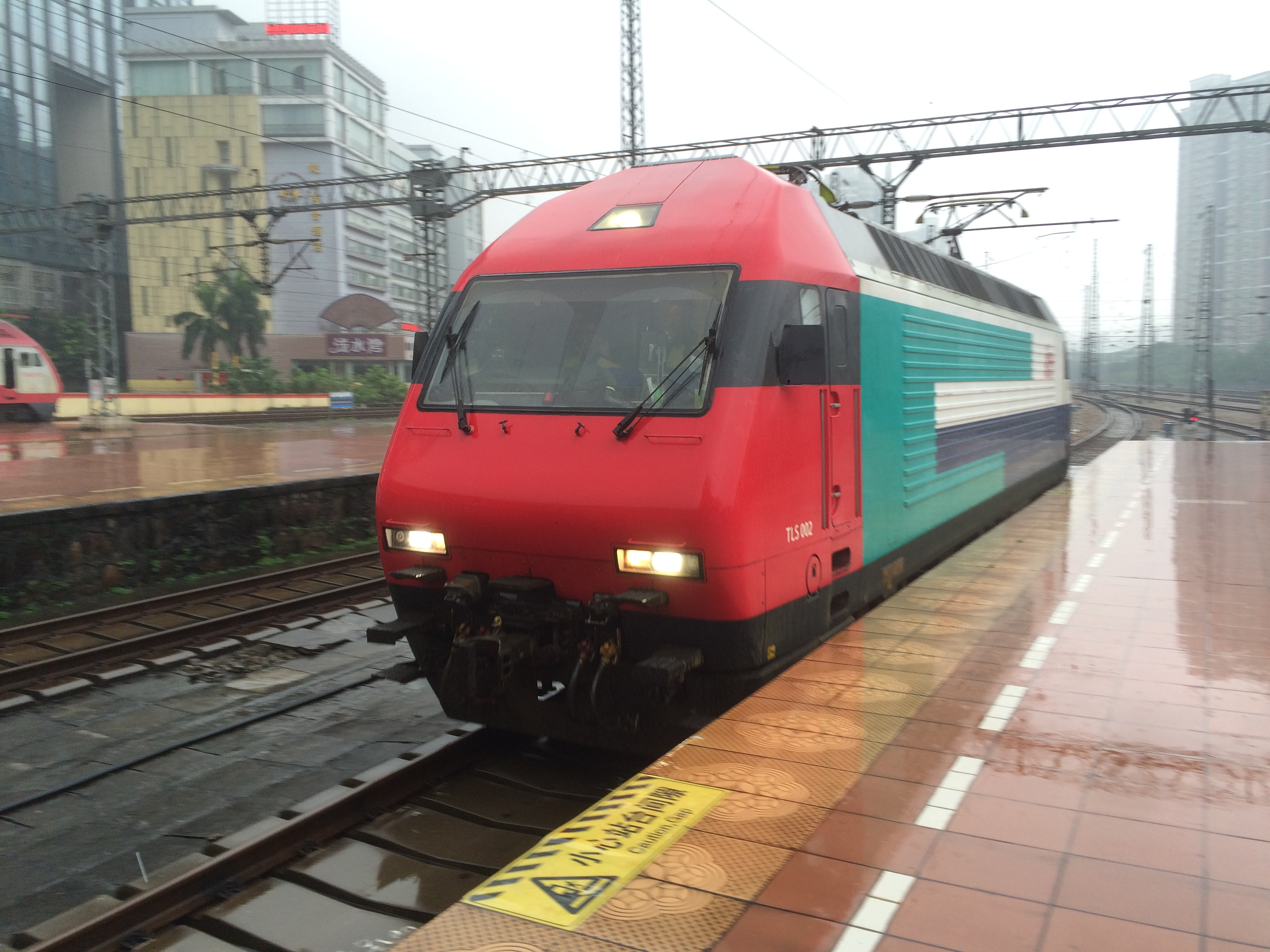
Ktt用電気機関車（TLS002）

### 客車
Ktt用に導入された客車は日本の鉄道車両メーカーである近畿車輌が製造した2階建て客車で、車内の座席配置が2+2人掛けクロスシートとなっているファーストクラス客車（T2）と1+2人掛けのプレミアムクラス客車（T1）の2種類が製造された。複数両のファーストクラス客車（T2）がプレミアムクラス客車（T1）2両を挟む形で基本編成を組み、最短6両、最長12両編成まで組成可能である。
車体構造はUIC基準に基づいた全長25,500mmのステンレス車体であり、BS（British Standard）に基づいた耐火設計となっている。車内には座席以外に車内販売用のパントリーや乗務員室、スーツケースなどの荷物が収納可能な荷物棚が設置されている他、中層階には便所に加えて多目的室がありバリアフリーに対応している。またプレミアムクラス客車にはこれらの設備に加えて列車長室が存在する。登場時の車内デザインは九広鉄路公司からの依頼によりデザイナーのジョーンズ・ガラード（Jones Garrard）が手掛けており、ファーストクラスが石目基調で現代的なものに仕上がっている一方、プレミアムクラスは木目基調で伝統的な中国衣装を基礎にしたものになっている。
客車間連結器は半永久式だが機関車と連結する両端部および中間のプレミアムクラス客車には密着連結器が設置されており、編成の増減やプレミアムクラス客車を先頭とする分割運転が可能となっている。また将来中国本土への転用が行われる可能性を踏まえて、各車とも方向転換を想定した設計となっている。
空調装置など主要機器は近畿車輌が開発した既存技術が用いられ、台車についても近畿車輛が製造を行っている新幹線用車両を基に設計が行われている。通常時のブレーキは電気機関車の回生ブレーキを使用するが、回生失効時や非常時には客車に設置されている空気ブレーキが用いられる。

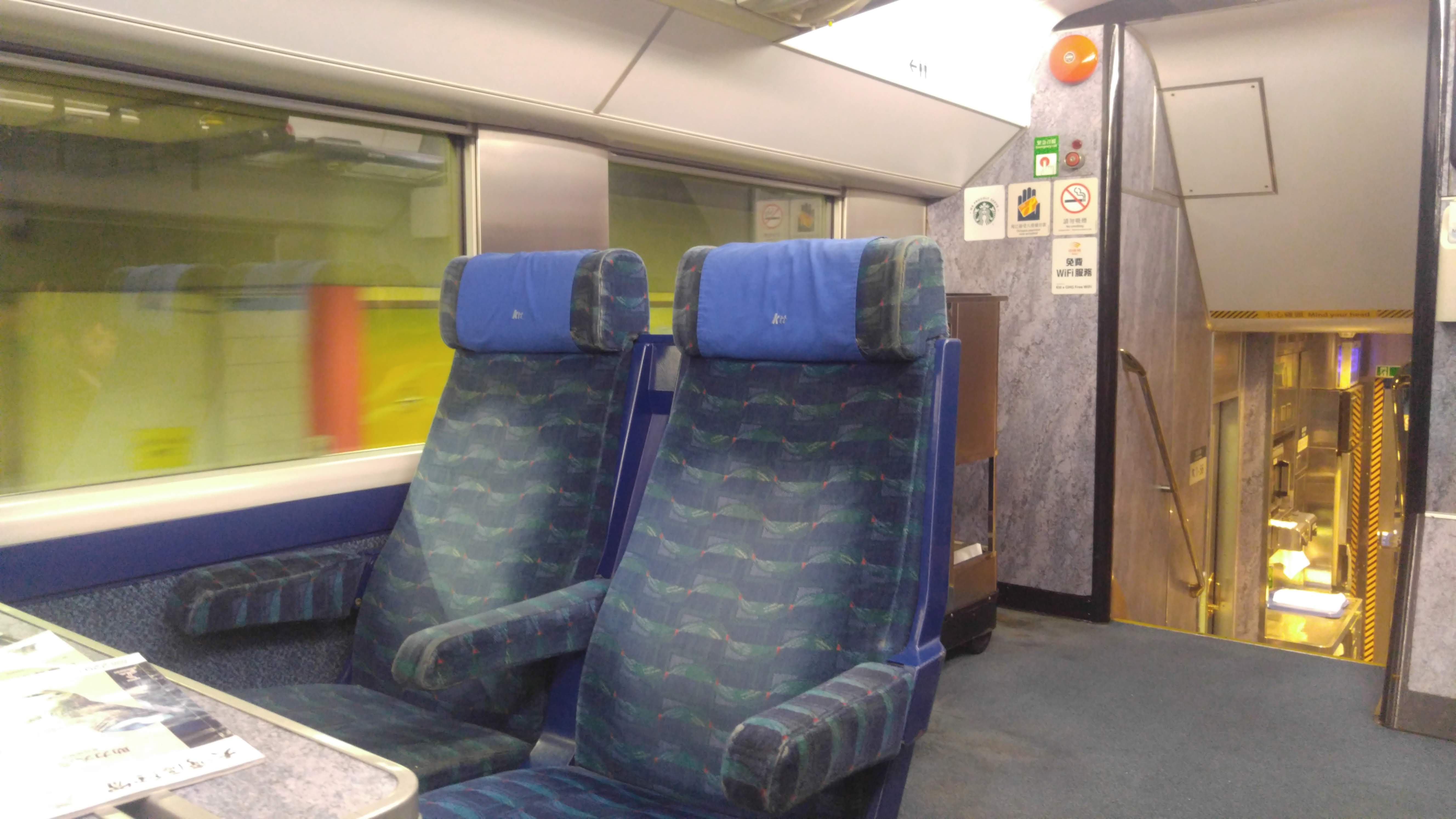
車内（リニューアル前）
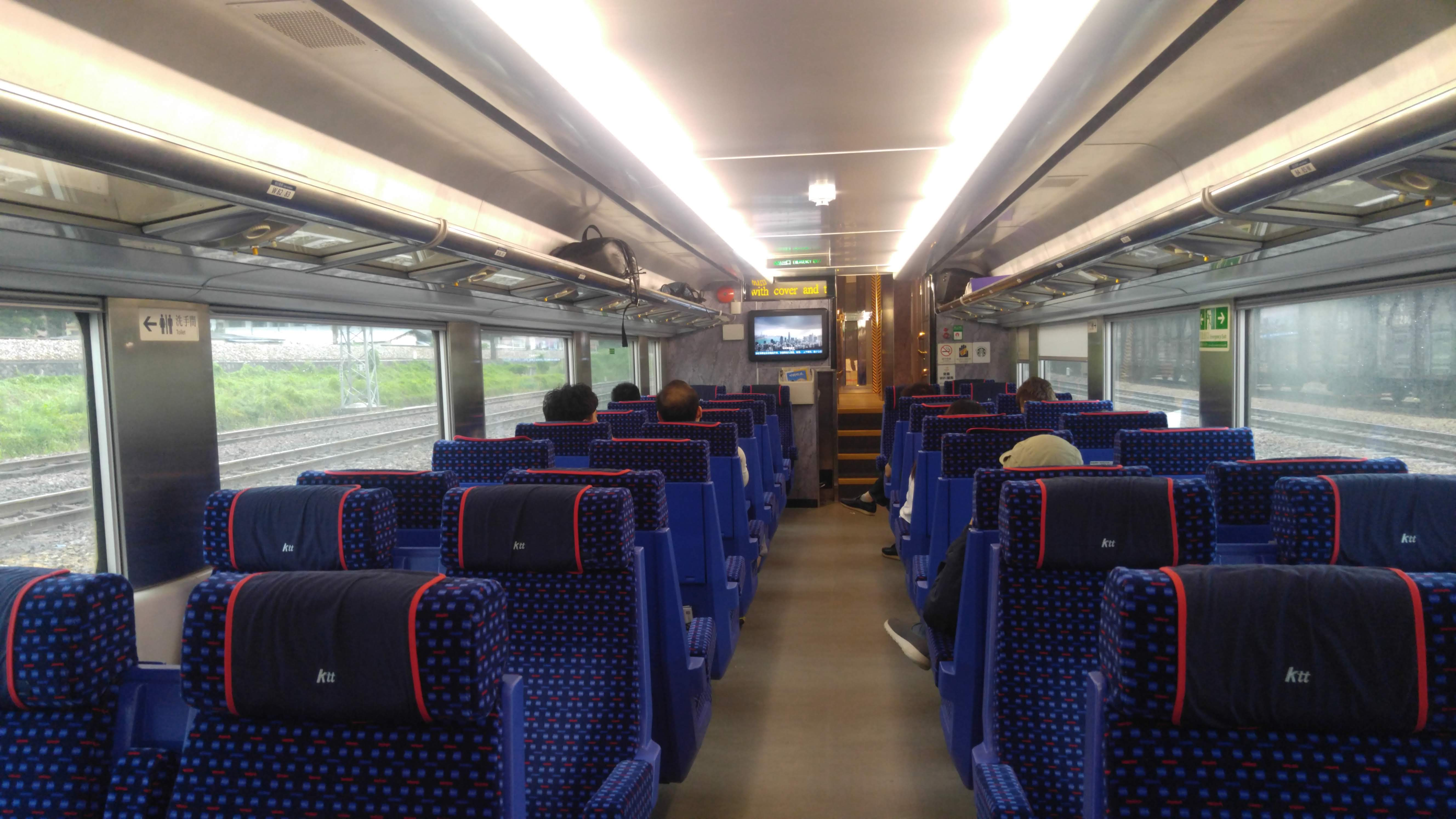
車内（リニューアル後）

## 運用
2019年時点では、広州東駅と紅磡駅を結ぶ12往復の列車（城際直通車）のうち3往復（午前1往復、午後2往復）でKttが用いられており、所要時間は2時間前後であった。車内では香港スタイルの飲食物や鉄道模型を始めとした土産物などの車内販売が実施されており、人民元や香港ドルに加え八達通（オクトパス）での支払いも可能であった。またスマートフォンやパソコン、タブレット利用者に向けたモバイルバッテリーの無料貸し出しが行われていた他、プレミアムシートでは無料の軽食や新聞が提供されていた。
なお、登場から20年が経過した2018年以降座席や床材の更新、バリアフリー用設備の改善など内装のリニューアル工事が行われている。

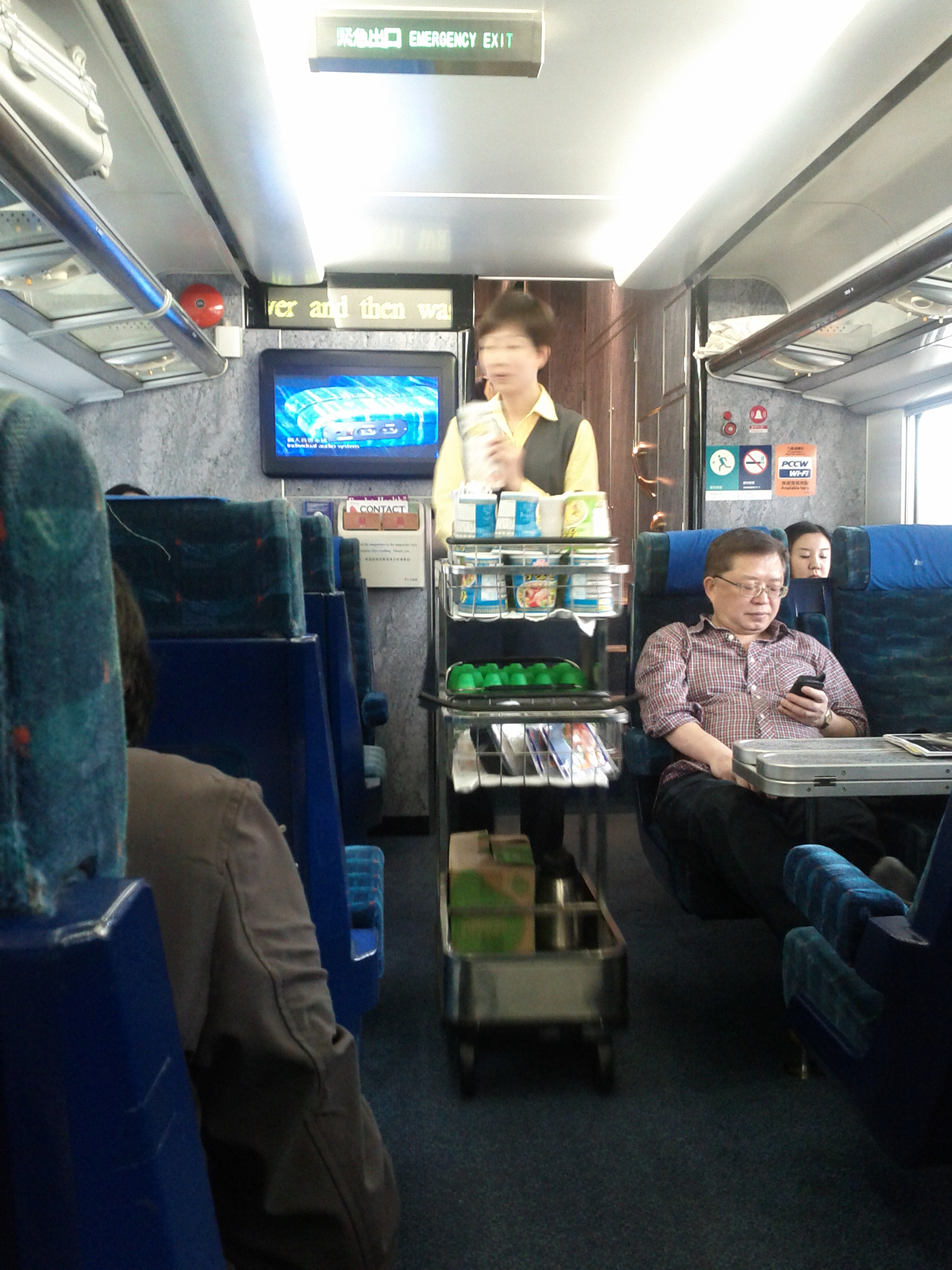
車内販売の様子
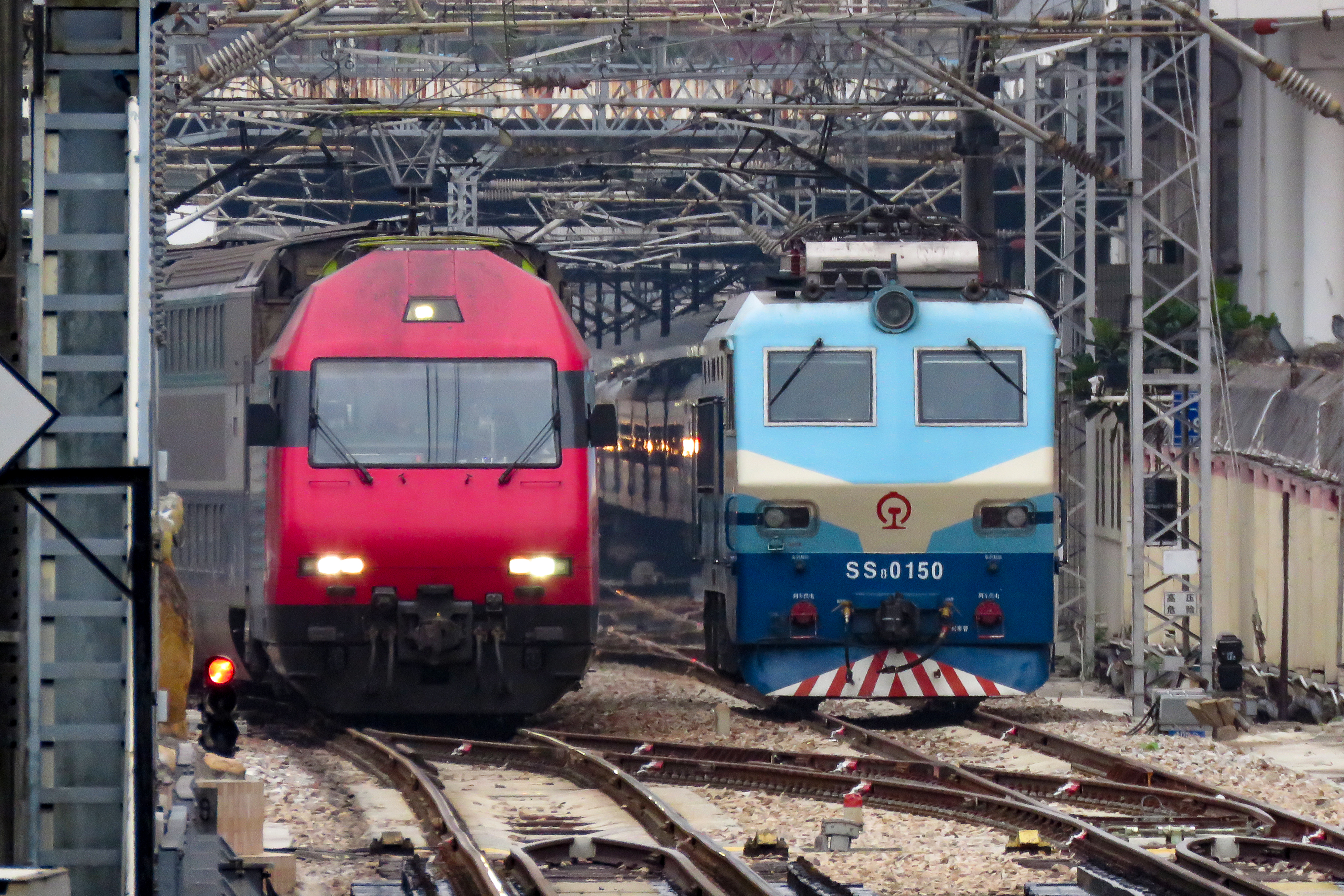
中国国鉄の列車と並ぶ
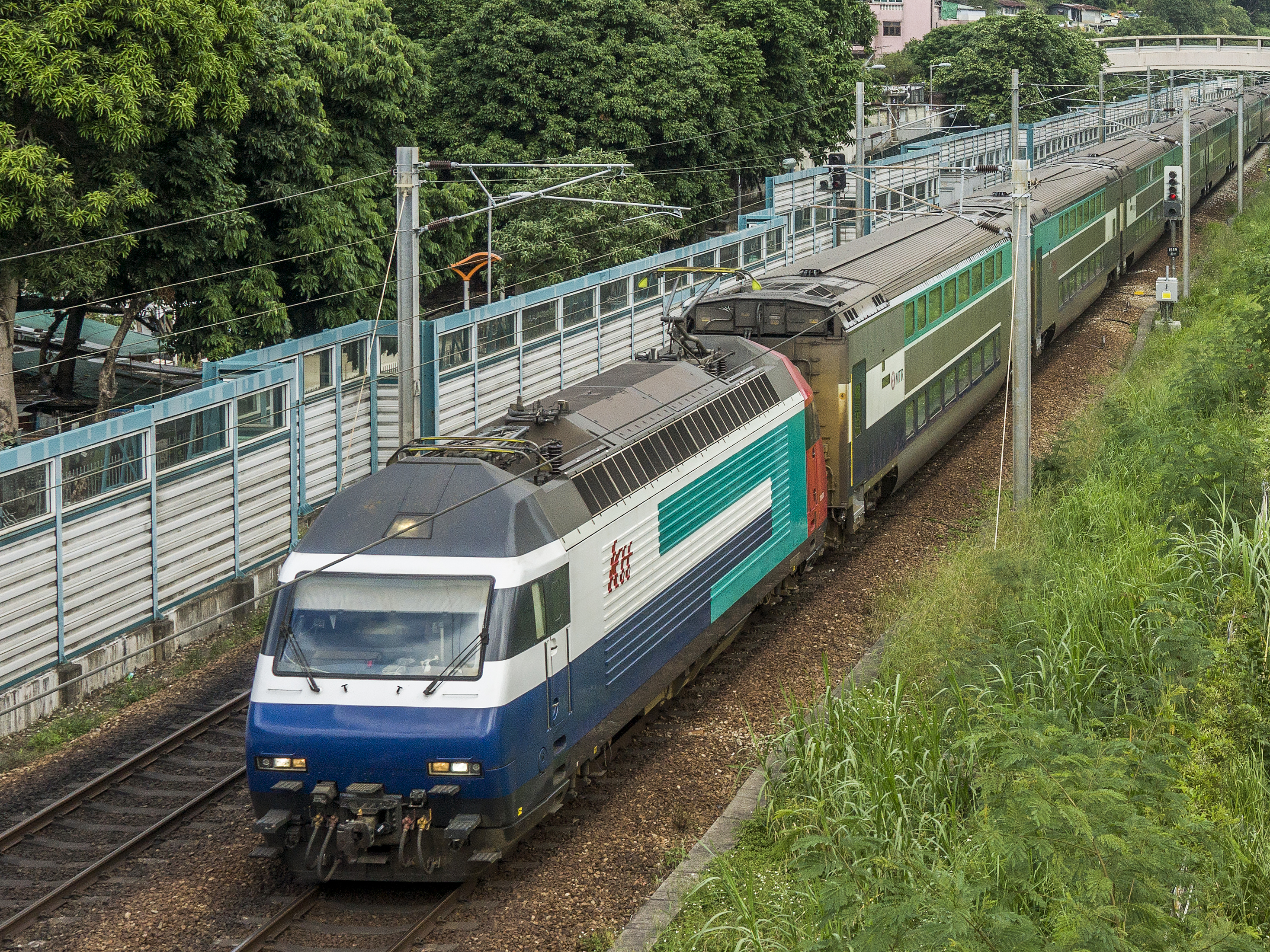
機関車が前後逆に連結される場合もある
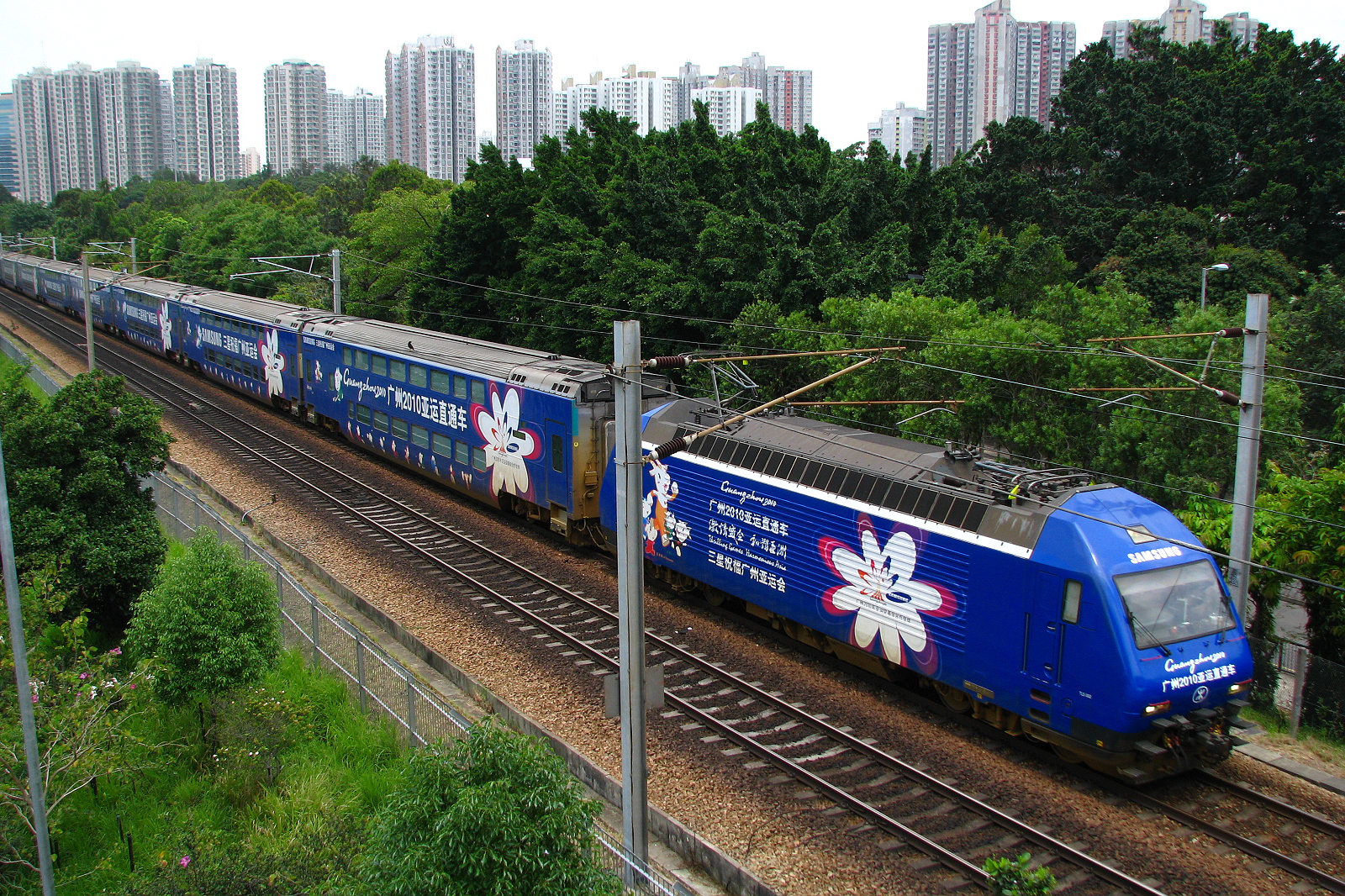
2010年アジア競技大会を記念した特別塗装

## 余談
- Ktt登場以前の1972年にも、沿線の宅地開発による住民増加に対応するため広九鉄路のうち香港側の路線（東鉄線）へ向けてオーストラリアのコモンウェルス・エンジニアリング製の2階建て客車を導入する計画が存在した。当時は非電化だった事からディーゼル機関車による牽引が予定されていた他、編成を組む車両へ電気を供給する電源装置を設置した客車も設計されていたが、最終的に路線電化およびメトロキャメル電車の導入[注釈 2]が決定し、計画のみで終わった[13]。

- Ktt向けの二階建て客車を製造した近畿車輌は、1970年代にも東鉄線向けの客車を製造した実績がある[注釈 3][14][15]。